# Florante Condes
Florante Condes (* 20. Mai 1980 in Cebu City, Philippinen) ist ein philippinischer Boxer im Strohgewicht.

## Profikarriere
Im Jahre 2002 begann er erfolgreich seine Profikarriere. Am 7. Juli 2007 boxte er gegen Muhammad Rachman um den Weltmeistertitel des Verbandes IBF und gewann nach Punkten. Diesen Gürtel verlor er allerdings bereits in seiner ersten Titelverteidigung im Juni des darauffolgenden Jahres an Raúl García.